# Sotkia
Sotkia är en tätort (finska: taajama) i Ackas stad (kommun) i landskapet Birkaland i Finland. Vid tätortsavgränsningen den 31 december 2021 hade Sotkia 210 invånare och omfattade en landareal av 2,04 kvadratkilometer.